# 강유의 북벌
강유의 북벌(姜維 - 北伐)은 삼국지 정사에서 249년부터 264년까지 촉나라의 강유가 추진한 군사 정책으로 8차례 원정을 나갔으나 모두 결과적으로 실패하게 된다. 한 번 성공할 뻔한 적이 있었으나 유선이 등애의 반간계에 걸려 강유에게 회군을 명해 실패로 돌아가고 만다.
삼국지연의에서는 이에 1번을 더 추가해 9번의 북벌(이른바 '구벌중원')로 묘사된다. 그러나 실제로는 강유는 한번도 중원 방면을 노린 적이 없으며, 도리어 농서와 양주의 서부 방면을 공격하는데 힘썼다. 이 문서는 리동혁씨의 本삼국지의 삼국지 연의 내용으로 작성되었다.

## 배경
234년 촉나라의 승상이던 제갈량이 죽은 뒤 강유가 그 군사적 후계자를 맡으며 기회를 노리고 있었다. 249년 사마의의 쿠데타로 조상의 일당이 처형당하자 조상의 친족 하후현의 숙부 하후패가 옹주에서 군사 3000명을 이끌고 반란을 일으키지만 옹주 자사 곽회에게 패배하자 촉나라로 망명하고 강유는 이를 환영해 북벌을 준비한다.

## 제1차 북벌
강유는 황제 유선에게 북벌을 요청하고 상서령 비의가 이를 말리지만 강유는 이를 물리치고 249년 8월 장수 구안과 이흠에게 군사 1만 5000명을 주어 국산 앞에 두 개의 성을 축조해 각각 구안과 이흠이 지키도록 했다.
이에 옹주 자사 곽회는 이를 낙양에 보고하고 부장 진태에게 5만 군사를 주어 촉군에 맞서게 했다. 구안과 이흠은 진태에 맞섰으나 군사가 적어 성안으로 들어가고 진태는 곽회와 상의해 성을 포위해 성 안 군사들이 굶주림에 시달리게 만든다.
이에 이흠이 겨우 포위망을 뚫고 강유에게로 가 구원을 청하고 강유는 하후패와 상의해 옹주성을 공격하기로 해 진태가 가지만 강유에 밀려 후퇴하고 강유는 우두산 기슭에 진을 친다. 승부가 쉽게 나지 않는 사이 곽회가 군사를 이끌고 조수를 점령해 군령 보급로를 끊는다.
강유는 하후패를 먼저 퇴군시키고 뒤를 끊으며 물러나지만 그 사이 진태가 다섯길로 나눠 쳐들어오고 강유는 겨우 조수로 후퇴하지만 그곳에서 곽회의 공격을 받아 간신히 탈출해 사마사의 5만 군사를 물리치고 양평관으로 겨우 후퇴해 그곳에서 옛 제갈량이 발명한 제갈노를 발사하며 사마사를 무찌른다.
한편 국산성 안에서 원군이 오길 기다리던 구안은 결국 위군에 항복하고 만다.
(정사에서 이 북벌은 중대하지 않은 원정으로, 곽회와 진태가 구안을 토벌한 것으로 끝났다. 강유의 구원군과 추격하는 사마사의 대군은 없었다.)

## 제2차 북벌
253년 정월, 비의가 곽순에게 암살당한다. 가을 강유는 요화와 장익을 선봉으로 삼고 하후패를 참모로, 장억을 운량사로 삼아 10만 대군을 일으켜 양평관을 나온다. 강유는 하후패와 상의해 먼저 남안을 취하도록 하고 극정을 사신으로 보내 강왕과 우호 관계를 맺고 강왕 미당은 군사 5만을 일으켜 장수 아하소과를 대선봉으로 삼아 남안으로 향하게 한다.
이에 좌장군 곽회는 이 소식을 낙양에 올리고 사마사는 동생 사마소를 대도독으로, 보국장군 서질을 선봉으로 삼아 농서로 출발하도록 한다. 서질이 싸움을 걸자 촉군에서는 요화와 장익이 나서지만 패해 30리(12km)나 물러나고 강유는 하후패와 상의해 장기전으로 가는 계책을 세운다.
한편 촉군이 철롱산 뒤쪽 기슭에 군량과 마초를 운반한다는 소식이 들리자 서질은 군사 5000명을 이끌고 가지만 요화와 장익이 협공을 해 서질은 크게 패하고 도망가지만 결국 강유와 맞닥뜨려 전사한다. 서질의 명으로 군량을 운반하던 남은 위군들도 모두 하후패에게 사로잡혀 항복하고 만다.
사마소는 놀라 달아나지만 요화가 길을 가로막고 곧 강유가 샛길로 들어닥치자 결국 사마소는 남은 군사 6000명을 수습해 철롱산 꼭대기로 달아나고 촉군은 철롱산을 포위한다. 이에 곽회가 군사를 이끌고 진태에게 군사 5000명을 주어 강병의 영채로 향하게 한다.
결국 강병들은 위군에 함정에 빠져 우왕좌왕하고 아하소과는 자결했으며 강왕 미당은 곽회의 설득으로 위군에 항복한다. 위의 구원병이 습격하자 강유는 겨우 활을 쏴 곽회를 맞추고 곽회는 영채에서 사망했으며 미당도 어지러이 싸우던 중 강유에게 죽임을 당했다. (이 부분은 소설인 삼국지 연의의 내용으로 곽회는 255년에 죽어 대장군이 추증되었다.)
사마소는 철롱산에서 내려와 강유를 추격하다가 중도에 회군하고 하후패도 겨우 빠져 나와 강유와 합류한다.
(연의에서 "철롱산 포위전"으로 이름이 있는 북벌이지만, 정사에는 철롱산 전투가 없다. 정사에서 강유는 오나라 제갈각의 위나라 침공에 대한 일종의 연합작전으로서 이 원정을 대장군 비의 사망 전부터 함께 준비하고 있었는데, 오가 합비신성 공격에 실패하자 남안의 포위를 풀고 바로 퇴각한다.)

## 제3차, 제4차 북벌
255년 사마사가 관구검 · 문흠의 난을 진압하던 중 병이 재발해 사망하고 동생 사마소가 뒤를 잇자 강유는 그 틈을 노려 중원을 침공하고자 한다.
강유는 한중으로 나아가 정서대장군 장익의 권유를 물리치고 하후패, 장익과 함께 5만 거느리고 포한으로 향했으며 이에 옹주 자사 왕경과 정서장군 진태는 기병과 보병 7만을 동원해 맞선다. 강유는 몸소 대군을 이끌고 조수가에 배수진을 쳐 저항하고 왕경은 부하 장명, 화영, 유달, 주방 등 네 장수를 내보낸다.
그러나 배수진을 친 촉군의 강력한 저항과 하후패와 장익의 협공으로 위군은 크게 패해 1만 명의 전사자를 내고 왕경은 겨우 기병 100명을 거느리고 적도성으로 도망쳤다. 이에 장익이 군사를 회군하라고 간언했으나 강유는 이를 물리치고 중원으로 진격해 적도성을 포위한다.
한편 옹주의 왕경과 진태는 연주 자사 등애와 합류해 계책을 써 일부러 군사를 많게 보이는 위장술을 쓴다. 이에 놀란 강유는 서둘러 장익과 하후패에게 적도성의 포위를 풀고 물러나도록 하고 검각 땅에 이르러서야 그 사실을 알고 종제 땅으로 가 주둔한다.
한편 후주는 조수가의 접전의 공을 높여 강유에게 대장군 직위를 내린다.
(정사에서 이 북벌은 254년~255년에 걸쳐서 처음엔 정촉호군을 크게 격파시키고 뒤이어 옹주 전체를 함락직전까지 몰은 대표적인 성공한 북벌이다.)

## 제5차 북벌
4차 북벌의 실패 후 강유는 종제 땅에 주둔하며 위를 칠 기회를 엿보고 황제 조모는 등애를 안서장군, 부절을 호동강교위로 임명해 옹주외 양주 지방을 지키게 했다.
강유는 영사 번건, 하후패의 권유를 물리치고 다시 북벌을 계획해 기산으로 출전한다. 하지만 이미 등애가 기산에 9개의 영채를 세워놓자 강유는 몰래 남정을 공격하려는 계책을 세운다.
이에 등애는 무성산에 도착해 영채를 세우고 아들 등충과 장전교위 사찬에게 군사 1만 명을 주어 촉군이 오기를 기다린다. 등애가 이미 무성산을 점령하자 강유는 크게 당황해 패하고 강유는 다시 위군을 공격하지만 역시 패배한다.
그러자 강유는 하후패와 상의해 정예병과 맹장들을 이끌고 상규 땅을 공격하지만 위군의 협공으로 죽을 뻔 하다가 하후패의 도움으로 살아난다. 하지만 이미 기산 영채를 진태에게 격파당하고 강유는 후퇴하던 중 위군의 포위망에 걸려 포위당하고 만다.
이때 탕구장군 장억이 군사를 이끌고 강유를 구하지만 전투 중 활에 맞아 전사하고 강유는 이 전투의 패배를 부끄럽게 여겨 후주에게 표문을 올려 직위를 후장군으로 낮춰 대장군 일을 맡아보았다.
(정사에서 장억은 정작 254년에 서질과의 교전중에 전사한다. 당시 전투는 촉의 승리로 끝나, 서질이 해당 전투에서 목이 베인다. 상규의 패배(혹은 단곡전투)는 256년에 있었는데, 호제의 원군이 오지 않았기 때문이었다. 이에 연의에서의 제4차 북벌은 연도를 판별하기 어렵다. 다만 단곡전투에 집중한다면 이 북벌의 시점은 256년이다.)

## 제6차 북벌
257년 강유는 장서와 부첨을 장수로 뽑아 매일 군사 훈련을 해 북벌을 계획했는데 마침 회남 일대에서 사마씨 정권에 대항하는 제갈탄의 난이 일어나자 이를 틈타 군사를 일으킨다. 이에 초주가 경고를 하지만 강유는 이를 무시하고 부첨의 건의로 낙곡을 공략하고 침령을 넘어 장성으로 나아갔다.
장성을 지키던 장수 사마망은 군량과 마초는 매우 많지만 군사와 말이 적자 부하 왕진과 이붕을 불러 군사를 이끌고 촉군과 교전한다. 그러나 부첨에게 왕진과 이붕 모두 죽고 사마망은 크게 패해 부성으로 달아나 성문을 굳게 잠근다.
강유는 장성 안으로 불화살과 화포를 마구 쏘아댔고 이에 등애와 그의 아들 등충이 군사를 이끌고 강유와 대적하고 등애는 영채에서 나오지 않는다.
그 사이 제갈탄의 난이 모두 진압되고 사마소가 원군을 보내자 강유는 군사를 물리고 만다.
(정사에서도 이 북벌은 동일한 양상으로 진행된다.)

## 제7차 북벌
258년 강유는 다시 북벌을 계획해 10만 대군을 일으켜 요화와 장익을 선봉으로 세우고 왕함과 장빈을 좌군으로, 장서와 부첨을 우군으로, 호제를 후군으로, 자신은 하후패와 함께 중군이 되어 후주에게 하직 인사를 올린다.
강유는 하후패의 건의로 기산으로 출진하고 이에 등애는 아들 등충과 부하 사찬애개 2만 군사를 주어 촉군을 좌우에서 습격하게 하고 부장 정륜에게 군사 500명을 주어 땅굴을 파 촉군을 습격하게 한다. 등충의 기습으로 왕함과 장빈은 영채를 버리고 달아나고 강유는 침착하게 대응해 위군을 무찌른다.
강유는 제갈량의 팔진법의 형상에 따라 진을 펼치고 등애도 64개의 진문법으로 대응하며 교전한다. 그러나 강유가 순간 장사권지진을 펼치자 등애는 크게 패하고 등애는 사마망의 도움으로 탈출한다.
등애는 정륜을 선봉으로 다시 진법 싸움을 겨뤄 사마망이 팔괘진을 펼치자 강유는 등애가 산 뒤에 매복한 것을 알고 군사들을 이끌고 공격하고 등애와 정륜은 장익과 요화의 공격으로 활을 4대나 맞고 겨우 돌아온다.
그러자 등애는 당균을 보내 촉의 환관 황호에게 뇌물을 바치고 황호의 꼬임에 넘어간 후주는 강유에게 회군 명령을 내리고 만다.
(정사상에서 이 시기 강유는 다시 대장군에 오른다. 군정을 맡던 하후패가 이 해에 사망하였으며, 이렇다할 북벌은 특별히 없었다.)

## 제8차 북벌
260년 사마소가 황제 조모를 살해하고 조환을 옹립하자 위를 칠 명분을 얻은 강유는 요화와 장익을 선봉으로 삼아 요화는 자오곡으로, 장익은 낙곡으로, 강유 자신은 야곡으로 나아가 기산에서 합류하기로 했다.
이에 등애는 참군 왕관과 상의해 왕관에게 5000명을 주어 강유에게 거짓 항복하게 만든다. 강유는 왕관의 군사들 중 3000명을 왕관에게, 2000명은 부첨에게 내주지만 하후패가 와서 강유에게 이 사실을 알린다.
강유는 야곡으로 나아가지 않고 왕관의 서신을 찾아낸 뒤 항복한 군사 2000명을 앞세워 군량 호송기를 진군하기로 했다. 이를 모르던 등애는 군사 5만을 이끌고 오지만 부첨의 공격으로 크게 패하고 왕관은 촉군에게 포위되자 흑룡강에 빠져 자살한다.
이에 사마소는 군사 5만을 더 내주고 요충지를 굳게 지키라고 하고 강유는 잔도를 밤낮없이 수리했다.
(정사상에서 강유는 대장군이 된 이후로 답중에서 둔전하며 지낸다. 그러므로 이 북벌 역시 존재하지 않는다)

## 제9차 북벌
262년 10월 강유는 잔도를 수리하고 군량과 무기를 정비한 뒤 한중의 수로에 모든 배를 집합시키고 후주 유선에게 표문을 올린다. 이에 초주와 요화가 다시 반대를 하지만 강유는 이를 물리치고 요화에게 한중을 지키도록 한 뒤 조양을 치러 나간다.
이에 등애와 사마망은 상의해 등애는 후하에 매복하고 사마망은 조양성 안에 매복하게 하고 기산에는 편장 사찬에게 영채를 지키도록 한다. 한편 강유는 하후패를 선봉으로 조양성으로 진격하는데 조양성 안이 비어있자 500명의 군사를 이끌고 그대로 들어갔다가 사마망의 매복에 걸려 활에 맞아 전사하고 만다.
오랫동안 북벌에 나서며 길잡이 노릇을 했던 하후패가 죽자 강유가 사마망을 물리치고 크게 상심한다. 그 사이 등애가 후하성에서 나와 촉군을 기습하고 강유는 죽을 힘을 다해 포위를 뚫고 20리 떨어져 영채를 세운다.
강유는 장익의 건의로 장익에게 후군을 주어 기산을 공략하게 하고 자신은 조양성과 후하성을 공격한다. 하지만 등애는 나오지 않고 등애는 아들 등충에게 두 성을 맡긴 뒤 정예병 3000명을 이끌고 기산으로 간다.
강유도 즉시 부첨에게 영채를 맡긴 뒤 3000명의 군사를 이끌고 장익을 도우러 가고 등애는 크게 패해 기산 영채로 물러가 나오려 하지 않았다. 강유는 기산을 대공격하나 대장군 염우에게 설득당한 황호가 다시 후주에게 간언을 해 회군 명령이 내려져 퇴군하고 만다.
(정사상에서 '후하전투(정사상에는 후화전투)'는 단곡과 함께 강유의 대표적인 패배로 서술된다. 그러나 매우 기록이 미비하기에, 국경에서의 소규모 접전으로 취급되고 있다.)